# Johann Kaspar Bergmann
Johann Kaspar Bergmann (* 1720 in Elberfeld (heute Stadtteil von Wuppertal); † 21. September 1778 ebenda) war Bürgermeister von Elberfeld.

## Leben und Leistungen
Bergmann entstammte einer aus Barmen stammenden Familie, erst sein Vater war nach Elberfeld gekommen, hatte aber noch nicht das Bürgerrecht angenommen. Kaspar Bergmann (1687–1727) starb früh und seine Frau Maria Katharina Braus (1690–1758) heiratete danach noch ein weiteres Mal. Johann Kaspar Bergmann wurde in Elberfeld geboren und begann als Kaufmann. Er heiratete am 22. August 1749 Anna Maria Plücker (1722–1754), mit der er drei Kinder hatte, von denen zwei früh starben. Er wurde am 16. Februar 1750 als Bürger in Elberfeld aufgenommen und arbeitete als Winkelier. Am 21. Dezember 1754 heiratete er Maria Katharina Plücker (1724–1756), eine Schwester des Bürgermeisters der Jahre 1774 und 1781, Johannes Plücker, die wenige Tage nach dem ersten gemeinsamen Kind starb, welches auch nicht überlebte.
Mit seiner dritten Frau Margareta Katharina Rübel (1734–1805), die er am 25. Mai 1757 in Barmen heiratete, hatte er sechs Kinder, von denen drei aufwuchsen. Darunter eine Tochter und zwei Söhne, die beide Ratsmitglieder wurden. Der älteste, Johann Engelbert Bergmann (1758–1821), war sogar 1790 Bürgermeister in Elberfeld.
Bergmann selbst wurde 1758 zum einzigen Mal zum Bürgermeister vorgeschlagen und auch in dieses Amt gewählt. Im Jahr darauf wurde er Stadtrichter und in den Jahren 1764 und 1768 war er Ratsmitglied von Elberfeld.